# Campionati mondiali di sci nordico 2025
I Campionati mondiali di sci nordico 2025, 55ª edizione della manifestazione organizzata dalla Federazione internazionale sci e snowboard, si sono tenuti a Trondheim, in Norvegia, dal 26 febbraio al 9 marzo. Il programma ha incluso gare di combinata nordica, salto con gli sci e sci di fondo, tutte sia maschili sia femminili, e due gare a squadre miste, una di combinata nordica e una di salto con gli sci.

## Assegnazione, organizzazione e impianti

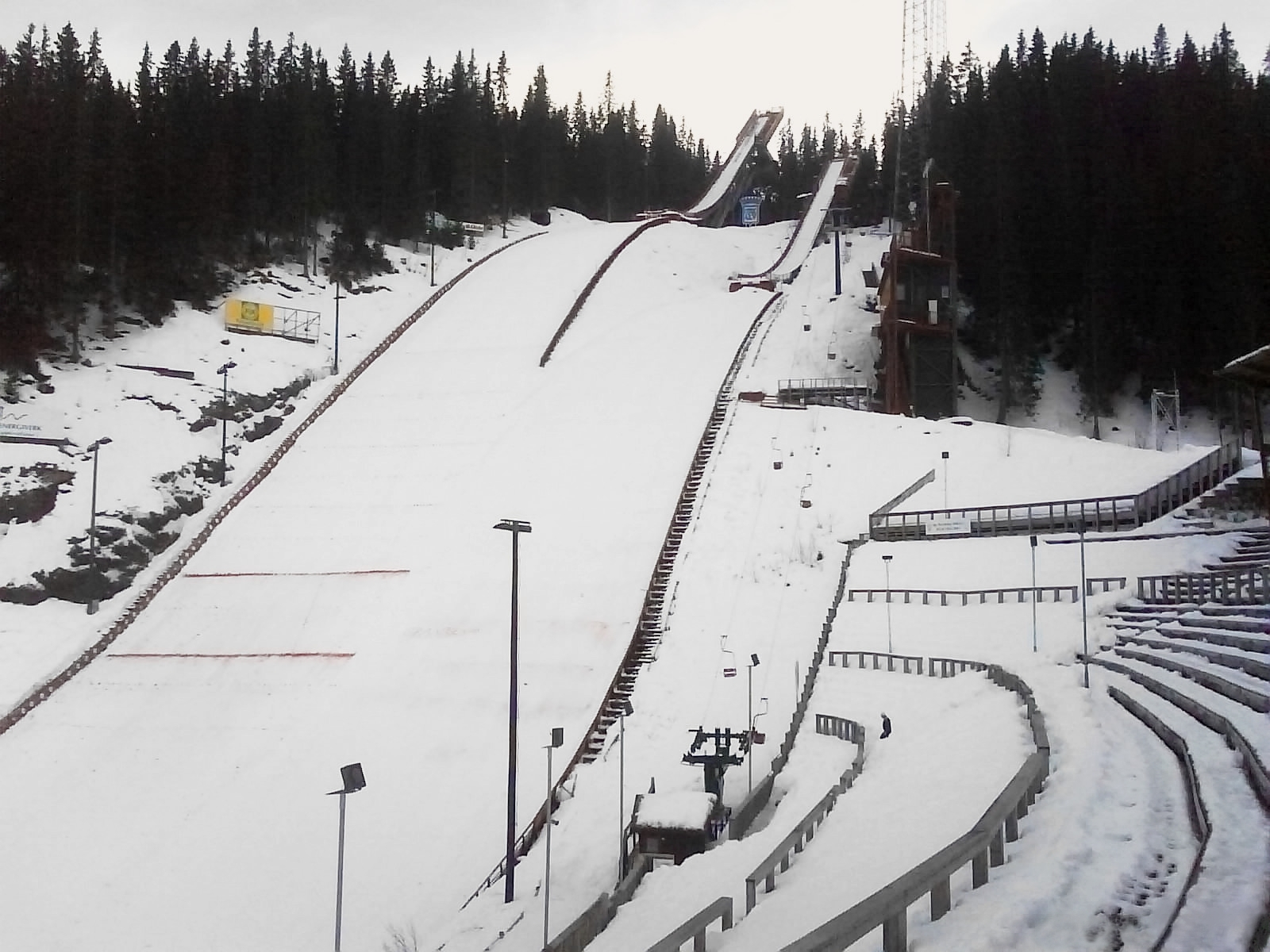
I trampolini Granåsen

La sede è stata decisa dal 52º congresso FIS tenutosi online a causa della Pandemia di COVID-19, idealmente a Zurigo, in Svizzera, il 2 ottobre 2020. È stata la settima volta in cui i Mondiali di sci nordico verranno organizzati in Norvegia: Trondheim ha ospitato per la seconda volta la manifestazione (dopo quella del 1997); in tutte le altre edizioni norvegesi i Mondiali erano stati ospitati a Oslo (nel 1930, nel 1952 – VI Giochi olimpici invernali, validi anche i fini iridati –, nel 1966, nel 1982 e nel 2011).
Le gare si sono disputate nel Granåsen skisenter, con gli omonimi trampolini HS138 e HS105. Rispetto alle edizioni precedenti sono state introdotte alcune variazioni nel programma. Nella combinata nordica è stata aggiunta una gara femminile a partenza in linea dal trampolino normale, mentre la gara maschile dal trampolino normale è stata disputata nella formula compact; nello sci di fondo sono state uniformate le distanze tra le gare maschili e quelle femminili: gli uomini hanno disputato una 10 km anziché la 15 km e lo skiathlon su 20 km anziché su 30 km, le donne hanno disputato una 50 km anziché la 30 km e lo skiathlon su 20 km anziché su 15 km.
In seguito all'invasione russa dell'Ucraina del 2022, gli atleti russi e bielorussi sono stati esclusi dalle competizioni.

## Risultati

### Uomini

#### Combinata nordica

##### Trampolino normale
| Pos. | Atleta              | Nazione  | Tempo   |
| ---- | ------------------- | -------- | ------- |
| 1    | Jarl Magnus Riiber  | Norvegia | 17:13,4 |
| 2    | Jens Lurås Oftebro  | Norvegia | 17:14,2 |
| 3    | Vinzenz Geiger      | Germania | 17:14,5 |
| 4    | Julian Schmid       | Germania | 17:17,1 |
| 5    | Johannes Lamparter  | Austria  | 17:18,7 |
| 6    | Jørgen Graabak      | Norvegia | 17:38,4 |
| 7    | Johannes Rydzek     | Germania | 17:40,4 |
| 8    | Stefan Rettenegger  | Austria  | 17:41,6 |
| 9    | Martin Fritz        | Austria  | 17:42,4 |
| 10   | Laurent Muhlethaler | Francia  | 17:42,9 |

Data: 1º marzo

Formula di gara: Compact NH/7,5 km

1ª manche:

Ore: 12:00 (UTC+1)

Trampolino: Granåsen HS102

2ª manche:

Ore: 16:00 (UTC+1)

Distanza: 7,5 km

##### Trampolino lungo
| Pos. | Atleta               | Nazione   | Tempo   |
| ---- | -------------------- | --------- | ------- |
| 1    | Jarl Magnus Riiber   | Norvegia  | 24:57,5 |
| 2    | Jørgen Graabak       | Norvegia  | 26:08,2 |
| 3    | Vinzenz Geiger       | Germania  | 26:08,6 |
| 4    | Jens Lurås Oftebro   | Norvegia  | 26:09,5 |
| 5    | Ilkka Herola         | Finlandia | 26:12,9 |
| 6    | Julian Schmid        | Germania  | 26:25,1 |
| 7    | Johannes Lamparter   | Austria   | 26:26,6 |
| 8    | Ryōta Yamamoto       | Giappone  | 27:15,1 |
| 9    | Simen Tiller         | Norvegia  | 27:19,0 |
| 10   | Wendelin Thannheimer | Germania  | 27:23,1 |

Data: 8 marzo

Formula di gara: Gundersen LH/10 km

1ª manche:

Ore: 9:30 (UTC+1)

Trampolino: Granåsen HS138

2ª manche:

Ore: 14:30 (UTC+1)

Distanza: 10 km

##### Gara a squadre
| Pos. | Nazione     | Atleti                                                                     | Tempo     |
| ---- | ----------- | -------------------------------------------------------------------------- | --------- |
| 1    | Germania    | Johannes Rydzek Wendelin Thannheimer Julian Schmid Vinzenz Geiger          | 50:37,7   |
| 2    | Austria     | Johannes Lamparter Franz-Josef Rehrl Martin Fritz Fabio Obermeyr           | 50:44,5   |
| 3    | Norvegia    | Simen Tiller Jørgen Graabak Jens Lurås Oftebro Jarl Magnus Riiber          | 52:17,5   |
| 4    | Finlandia   | Wille Karhumaa Ilkka Herola Eero Hirvonen Otto Niittykoski                 | 52:46,4   |
| 5    | Giappone    | Yoshito Watabe Akito Watabe Sora Yachi Ryōta Yamamoto                      | 53:53,6   |
| 6    | Italia      | Aaron Kostner Manuel Senoner Alessandro Pittin Raffaele Buzzi              | 54:16,8   |
| 7    | Francia     | Laurent Muhlethaler Gaël Blondeau Edgar Vallet Marco Heinis                | 54:23,1   |
| 8    | Stati Uniti | Stephen Schumann Erik Lynch Niklas Malacinski Ben Loomis                   | 57:35,3   |
| 9    | Ucraina     | Dmytro Mazurčuk Oleksandr Šumbarec' Oleksandr Šovkopljas Ruslan Šumans'kyj | 1:01:00,4 |

Data: 7 marzo

Formula di gara: T LH/4x10 km

1ª manche:

Ore: 12:00 (UTC+1)

Trampolino: Granåsen HS138

2ª manche:

Ore: 15:30 (UTC+1)

Distanza: 4x10 km

#### Salto con gli sci

##### Trampolino normale
| Pos. | Atleta               | Nazione  | Tempo |
| ---- | -------------------- | -------- | ----- |
| 1    | Marius Lindvik       | Norvegia | 265,5 |
| 2    | Andreas Wellinger    | Germania | 263,2 |
| 3    | Jan Hörl             | Austria  | 256,3 |
| 4    | Karl Geiger          | Germania | 252,6 |
| 5    | Johann André Forfang | Norvegia | 252,5 |
| 6    | Stefan Kraft         | Austria  | 250,4 |
| 7    | Ryōyū Kobayashi      | Giappone | 250,0 |
| 8    | Anže Lanišek         | Slovenia | 248,1 |
| 9    | Vladimir Zografski   | Bulgaria | 244,3 |
| 10   | Paweł Wąsek          | Polonia  | 234,5 |

Data: 2 marzo

Ore: 17:00 (UTC+1)

Trampolino: Granåsen HS102

##### Trampolino lungo
| Pos. | Atleta             | Nazione  | Tempo |
| ---- | ------------------ | -------- | ----- |
| 1    | Domen Prevc        | Slovenia | 301,8 |
| 2    | Jan Hörl           | Austria  | 286,6 |
| 3    | Ryōyū Kobayashi    | Giappone | 284,7 |
| 4    | Anže Lanišek       | Slovenia | 276,4 |
| 5    | Philipp Raimund    | Germania | 274,1 |
| 6    | Maximilian Ortner  | Austria  | 268,5 |
| 7    | Gregor Deschwanden | Svizzera | 267,6 |
| 8    | Andreas Wellinger  | Germania | 267,0 |
| 9    | Daniel Tschofenig  | Austria  | 262,5 |
| 10   | Lovro Kos          | Slovenia | 257,2 |

Data: 8 marzo

Ore: 15:45 (UTC+1)

Trampolino: Granåsen HS138

##### Gara a squadre
| Pos. | Nazione     | Atleti                                                                       | Punti  |
| ---- | ----------- | ---------------------------------------------------------------------------- | ------ |
| 1    | Slovenia    | Lovro Kos Domen Prevc Timi Zajc Anže Lanišek                                 | 1080,8 |
| 2    | Austria     | Daniel Tschofenig Maximilian Ortner Stefan Kraft Jan Hörl                    | 1067,4 |
| 3    | Norvegia    | Johann André Forfang Robin Pedersen Kristoffer Eriksen Sundal Marius Lindvik | 1065,3 |
| 4    | Germania    | Karl Geiger Stephan Leyhe Philipp Raimund Andreas Wellinger                  | 1005,8 |
| 5    | Giappone    | Ren Nikaidō Yukiya Satō Naoki Nakamura Ryōyū Kobayashi                       | 965,2  |
| 6    | Polonia     | Aleksander Zniszczoł Jakub Wolny Paweł Wąsek Dawid Kubacki                   | 958,4  |
| 7    | Finlandia   | Kasperi Valto Vilho Palosaari Niko Kytösaho Antti Aalto                      | 905,2  |
| 8    | Stati Uniti | Kevin Bickner Erik Belshaw Jason Colby Tate Frantz                           | 888,6  |
| 9    | Svizzera    | Yanick Wasser Simon Ammann Killian Peier Gregor Deschwanden                  | 403,4  |
| 10   | Kazakistan  | Svjatoslav Nazarenko Il'ja Mizernych Sabiržan Muminov Danil Vasil'ev         | 271,6  |

Data: 6 marzo

Ore: 17:05 (UTC+1)

Trampolino: Granåsen HS138

#### Sci di fondo

##### 10 km
| Pos. | Atleta                  | Nazione   | Tempo   |
| ---- | ----------------------- | --------- | ------- |
| 1    | Johannes Høsflot Klæbo  | Norvegia  | 28:16,6 |
| 2    | Erik Valnes             | Norvegia  | 28:25,4 |
| 3    | Harald Østberg Amundsen | Norvegia  | 28:27,6 |
| 4    | Edvin Anger             | Svezia    | 28:30,0 |
| 5    | Martin Løwstrøm Nyenget | Norvegia  | 28:31,0 |
| 6    | William Poromaa         | Svezia    | 28:31,9 |
| 7    | Cyril Fähndrich         | Svizzera  | 28:52,5 |
| 8    | Michal Novák            | Rep. Ceca | 28:53,2 |
| 9    | Mika Vermeulen          | Austria   | 28:54,0 |
| 10   | Ville Ahonen            | Finlandia | 28:54,5 |

Data: 4 marzo

Ore: 13:00 (UTC+1)

Tecnica classica

##### 50 km
| Pos. | Atleta                  | Nazione       | Tempo     |
| ---- | ----------------------- | ------------- | --------- |
| 1    | Johannes Høsflot Klæbo  | Norvegia      | 1:57:47,1 |
| 2    | William Poromaa         | Svezia        | 1:57:49,2 |
| 3    | Simen Hegstad Krüger    | Norvegia      | 1:57:55,6 |
| 4    | Martin Løwstrøm Nyenget | Norvegia      | 1:58:05,7 |
| 5    | Harald Østberg Amundsen | Norvegia      | 1:58:38,9 |
| 6    | Andrew Musgrave         | Gran Bretagna | 1:59:48,3 |
| 7    | Remi Lindholm           | Finlandia     | 1:59:50,8 |
| 8    | Gustaf Berglund         | Svezia        | 2:01:17,1 |
| 9    | Mika Vermeulen          | Austria       | 2:01:54,5 |
| 10   | Naoto Baba              | Giappone      | 2:02:11,3 |

Data: 8 marzo

Ore: 11:30 (UTC+1)

Tecnica libera

Partenza in linea

##### Sprint
| Pos. | Atleta                 | Nazione   |
| ---- | ---------------------- | --------- |
| 1    | Johannes Høsflot Klæbo | Norvegia  |
| 2    | Federico Pellegrino    | Italia    |
| 3    | Lauri Vuorinen         | Finlandia |
| 4    | Jules Chappaz          | Francia   |
| 5    | Michal Novák           | Rep. Ceca |
| 6    | Lucas Chanavat         | Francia   |
| 7    | Ansgar Evensen         | Norvegia  |
| 8    | Richard Jouve          | Francia   |
| 9    | Valerio Grond          | Svizzera  |
| 10   | Even Northug           | Norvegia  |

Data: 27 febbraio

Qualificazioni:

Ore: 10:52 (UTC+1)

Finale:

Ore: 13:00 (UTC+1)

Tecnica libera

##### Skiathlon
| Pos. | Atleta                  | Nazione       | Tempo   |
| ---- | ----------------------- | ------------- | ------- |
| 1    | Johannes Høsflot Klæbo  | Norvegia      | 44:22,3 |
| 2    | Martin Løwstrøm Nyenget | Norvegia      | 44:23,7 |
| 3    | Harald Østberg Amundsen | Norvegia      | 44:23,7 |
| 4    | Jan Thomas Jenssen      | Norvegia      | 44:23,8 |
| 5    | Federico Pellegrino     | Italia        | 44:23,9 |
| 6    | Mathis Desloges         | Francia       | 44:24,6 |
| 7    | Andrew Musgrave         | Gran Bretagna | 44:24,9 |
| 8    | William Poromaa         | Svezia        | 44:25,1 |
| 9    | Gus Schumacher          | Stati Uniti   | 44:25,9 |
| 10   | Friedrich Moch          | Germania      | 44:26,1 |

Data: 1º marzo

Ore: 14:00 (UTC+1)

10 km a tecnica classica

10 km a tecnica libera

##### Sprint a squadre
| Pos. | Nazione     | Atleti                                   |
| ---- | ----------- | ---------------------------------------- |
| 1    | Norvegia    | Erik Valnes Johannes Høsflot Klæbo       |
| 2    | Finlandia   | Ristomatti Hakola Lauri Vuorinen         |
| 3    | Svezia      | Oskar Svensson Edvin Anger               |
| 4    | Italia      | Davide Graz Federico Pellegrino          |
| 5    | Francia     | Jules Chappaz Richard Jouve              |
| 6    | Stati Uniti | Gus Schumacher James Clinton Schoonmaker |
| 7    | Rep. Ceca   | Jiří Tuž Michal Novák                    |
| 8    | Canada      | Antoine Cyr Xavier McKeever              |
| 9    | Svizzera    | Janik Riebli Valerio Grond               |
| 10   | Germania    | Elias Keck Jan Stölben                   |

Data: 5 marzo

Semifinali:

Ore: 11:29 (UTC+1)

Finale:

Ore: 15:06 (UTC+1)

6 frazioni a tecnica classica

##### Staffetta
| Pos. | Nazione       | Atleti                                                                             | Tempo     |
| ---- | ------------- | ---------------------------------------------------------------------------------- | --------- |
| 1    | Norvegia      | Erik Valnes Martin Løwstrøm Nyenget Harald Østberg Amundsen Johannes Høsflot Klæbo | 1:08:13,7 |
| 2    | Svizzera      | Cyril Fähndrich Jonas Baumann Jason Rüesch Valerio Grond                           | 1:08:35,3 |
| 3    | Svezia        | Truls Gisselman William Poromaa Jens Burman Edvin Anger                            | 1:08:35,5 |
| 4    | Francia       | Rémi Bourdin Hugo Lapalus Jules Lapierre Mathis Desloges                           | 1:08:38,9 |
| 5    | Canada        | Xavier McKeever Antoine Cyr Max Hollmann Olivier Léveillé                          | 1:08:39,0 |
| 6    | Italia        | Giovanni Ticcò Federico Pellegrino Davide Graz Simone Daprà                        | 1:08:44,8 |
| 7    | Stati Uniti   | James Clinton Schoonmaker Zak Ketterson Kevin Bolger Ben Ogden                     | 1:09:16,7 |
| 8    | Germania      | Florian Notz Albert Kuchler Friedrich Moch Janosch Brugger                         | 1:09:25,9 |
| 9    | Gran Bretagna | Gabriel Gledhill Andrew Musgrave Andrew Young James Clugnet                        | 1:10:27,5 |
| 10   | Finlandia     | Niko Anttola Ristomatti Hakola Remi Lindholm Lauri Vuorinen                        | 1:10:26,9 |

Data: 6 marzo

Ore: 14:30 (UTC+1)

2 frazioni da 7,5 km a tecnica classica

2 frazioni da 7,5 km a tecnica libera

### Donne

#### Combinata nordica

##### Trampolino normale
| Pos. | Atleta               | Nazione  | Tempo   |
| ---- | -------------------- | -------- | ------- |
| 1    | Gyda Westvold Hansen | Norvegia | 13:42,9 |
| 2    | Ida Marie Hagen      | Norvegia | 13:49,5 |
| 3    | Lisa Hirner          | Austria  | 13:50,4 |
| 4    | Ingrid Låte          | Norvegia | 14:16,3 |
| 5    | Jenny Nowak          | Germania | 14:24,0 |
| 6    | Yūna Kasai           | Giappone | 14:24,3 |
| 7    | Haruka Kasai         | Giappone | 14:34,0 |
| 8    | Nathalie Armbruster  | Germania | 14:45,5 |
| 9    | Marte Leinan Lund    | Norvegia | 14:46,6 |
| 10   | Ema Volavšek         | Slovenia | 14:47,0 |

Data: 2 marzo

Formula di gara: Gundersen NH/5 km

1ª manche:

Ore: 12:00 (UTC+1)

Trampolino: Granåsen HS102

2ª manche:

Ore: 16:00 (UTC+1)

Distanza: 5 km

##### Partenza in linea
| Pos. | Atleta               | Nazione     | Punti |
| ---- | -------------------- | ----------- | ----- |
| 1    | Yūna Kasai           | Giappone    | 121,0 |
| 2    | Gyda Westvold Hansen | Norvegia    | 118,7 |
| 3    | Haruka Kasai         | Giappone    | 115,6 |
| 4    | Alexa Brabec         | Stati Uniti | 111,4 |
| 5    | Jenny Nowak          | Germania    | 111,2 |
| 6    | Nathalie Armbruster  | Germania    | 108,9 |
| 7    | Lisa Hirner          | Austria     | 105,7 |
| 8    | Marte Leinan Lund    | Norvegia    | 102,1 |
| 9    | Ingrid Låte          | Norvegia    | 94,0  |
| 10   | Ida Marie Hagen      | Norvegia    | 93,8  |

Data: 27 febbraio

Formula di gara: partenza in linea NH/5 km

1ª manche:

Ore: 15:00 (UTC+1)

Trampolino: Granåsen HS102

2ª manche:

Ore: 17:00 (UTC+1)

Distanza: 5 km

#### Salto con gli sci

##### Trampolino normale
| Pos. | Atleta                     | Nazione  | Punti |
| ---- | -------------------------- | -------- | ----- |
| 1    | Nika Prevc                 | Slovenia | 259,2 |
| 2    | Selina Freitag             | Germania | 250,8 |
| 3    | Anna Odine Strøm           | Norvegia | 246,6 |
| 4    | Eirin Maria Kvandal        | Norvegia | 242,9 |
| 5    | Alexandria Loutitt         | Canada   | 236,7 |
| 5    | Abigail Strate             | Canada   | 236,7 |
| 7    | Eva Pinkelnig              | Austria  | 227,9 |
| 8    | Jacqueline Seifriedsberger | Austria  | 217,4 |
| 9    | Yūki Itō                   | Giappone | 214,2 |
| 10   | Agnes Reisch               | Germania | 213,6 |

Data: 28 febbraio

Ore: 14:00 (UTC+1)

Trampolino: Granåsen HS102

##### Trampolino lungo
| Pos. | Atleta                     | Nazione  | Tempo |
| ---- | -------------------------- | -------- | ----- |
| 1    | Nika Prevc                 | Slovenia | 150,9 |
| 2    | Selina Freitag             | Germania | 136,7 |
| 3    | Eirin Maria Kvandal        | Norvegia | 132,4 |
| 4    | Eva Pinkelnig              | Austria  | 125,0 |
| 5    | Anna Odine Strøm           | Norvegia | 120,7 |
| 6    | Lisa Eder                  | Austria  | 117,7 |
| 7    | Nozomi Maruyama            | Giappone | 114,3 |
| 8    | Jacqueline Seifriedsberger | Austria  | 114,1 |
| 9    | Yūki Itō                   | Giappone | 112,0 |
| 10   | Alexandria Loutitt         | Canada   | 109,8 |

Data: 7 marzo

Ore: 16:30 (UTC+1)

Trampolino: Granåsen HS138

##### Gara a squadre
| Pos. | Nazione     | Atlete                                                                                | Punti |
| ---- | ----------- | ------------------------------------------------------------------------------------- | ----- |
| 1    | Norvegia    | Anna Odine Strøm Ingvild Synnøve Midtskogen Heidi Dyhre Traaserud Eirin Maria Kvandal | 904,5 |
| 2    | Austria     | Lisa Eder Julia Mühlbacher Jacqueline Seifriedsberger Eva Pinkelnig                   | 885,1 |
| 3    | Germania    | Juliane Seyfarth Katharina Althaus Agnes Reisch Selina Freitag                        | 846,5 |
| 4    | Slovenia    | Ema Klinec Tina Erzar Katra Komar Nika Prevc                                          | 792,9 |
| 5    | Giappone    | Nozomi Maruyama Yūka Setō Yūki Itō Sara Takanashi                                     | 756,2 |
| 6    | Italia      | Annika Sieff Jessica Malsiner Martina Ambrosi Lara Malsiner                           | 653,6 |
| 7    | Stati Uniti | Paige Jones Josie Johnson Sandra Sproch Annika Belshaw                                | 613,7 |
| 8    | Cina        | Weng Yangning Zhou Shiyu Dong Bing Liu Qi                                             | 587,3 |
| 9    | Finlandia   | Jenny Rautionaho Minja Korhonen Heta Hirvonen Julia Kykkänen                          | 280,8 |
| 10   | Rep. Ceca   | Anežka Indráčková Klára Ulrichová Veronika Jenčová Karolína Indráčková                | 266,8 |

Data: 1º marzo

Ore: 17:00 (UTC+1)

Trampolino: Granåsen HS102

#### Sci di fondo

##### 10 km
| Pos. | Atleta            | Nazione   | Tempo   |
| ---- | ----------------- | --------- | ------- |
| 1    | Ebba Andersson    | Svezia    | 30:19,8 |
| 2    | Therese Johaug    | Norvegia  | 30:21,1 |
| 3    | Frida Karlsson    | Svezia    | 30:31,9 |
| 4    | Teresa Stadlober  | Austria   | 30:34,8 |
| 5    | Heidi Weng        | Norvegia  | 30:46,1 |
| 6    | Astrid Øyre Slind | Norvegia  | 30:49,0 |
| 7    | Katharina Hennig  | Germania  | 30:49,7 |
| 8    | Nadja Kälin       | Svizzera  | 30:50,8 |
| 9    | Kerttu Niskanen   | Finlandia | 31:20,7 |
| 10   | Johanna Matintalo | Finlandia | 31:25,6 |

Data: 4 marzo

Ore: 15:30 (UTC+1)

Tecnica classica

##### 50 km
| Pos. | Atleta            | Nazione   | Tempo     |
| ---- | ----------------- | --------- | --------- |
| 1    | Frida Karlsson    | Svezia    | 2:24:55,3 |
| 2    | Heidi Weng        | Norvegia  | 2:24:57,4 |
| 3    | Therese Johaug    | Norvegia  | 2:24:58,2 |
| 4    | Ebba Andersson    | Svezia    | 2:25:14,0 |
| 5    | Jonna Sundling    | Svezia    | 2:29:07,1 |
| 6    | Nora Sanness      | Norvegia  | 2:31:55,6 |
| 7    | Krista Pärmäkoski | Finlandia | 2:32:26,0 |
| 8    | Nadja Kälin       | Svizzera  | 2:33:12,5 |
| 9    | Flora Dolci       | Francia   | 2:33:14,3 |
| 10   | Astrid Øyre Slind | Norvegia  | 2:34:30,4 |

Data: 9 marzo

Ore: 11:30 (UTC+1)

Tecnica libera

Partenza in linea

##### Sprint
| Pos. | Atleta                  | Nazione     |
| ---- | ----------------------- | ----------- |
| 1    | Jonna Sundling          | Svezia      |
| 2    | Kristine Stavås Skistad | Norvegia    |
| 3    | Nadine Fähndrich        | Svizzera    |
| 4    | Maja Dahlqvist          | Svezia      |
| 5    | Julia Kern              | Stati Uniti |
| 6    | Lotta Udnes Weng        | Norvegia    |
| 7    | Julie Myhre             | Norvegia    |
| 8    | Coletta Rydzek          | Germania    |
| 9    | Jasmi Joensuu           | Finlandia   |
| 10   | Gina del Rio            | Andorra     |

Data: 27 febbraio

Qualificazioni:

Ore: 10:00 (UTC+1)

Finale:

Ore: 12:30 (UTC+1)

Tecnica libera

##### Skiathlon
| Pos. | Atleta                   | Nazione   | Tempo   |
| ---- | ------------------------ | --------- | ------- |
| 1    | Ebba Andersson           | Svezia    | 47:57,1 |
| 2    | Therese Johaug           | Norvegia  | 47:57,1 |
| 3    | Jonna Sundling           | Svezia    | 48:07,3 |
| 4    | Frida Karlsson           | Svezia    | 48:07,6 |
| 5    | Heidi Weng               | Norvegia  | 48:08,1 |
| 6    | Nadja Kälin              | Svizzera  | 49:13,2 |
| 7    | Krista Pärmäkoski        | Finlandia | 49:13,5 |
| 8    | Astrid Øyre Slind        | Norvegia  | 49:23,7 |
| 9    | Victoria Carl            | Germania  | 49:41,3 |
| 10   | Kristin Austgulen Fosnæs | Norvegia  | 49:41,9 |

Data: 2 marzo

Ore: 14:00 (UTC+1)

10 km a tecnica classica

10 km a tecnica libera

##### Sprint a squadre
| Pos. | Nazione     | Atleti                                   |
| ---- | ----------- | ---------------------------------------- |
| 1    | Svezia      | Jonna Sundling Maja Dahlqvist            |
| 2    | Stati Uniti | Jessie Diggins Julia Kern                |
| 3    | Svizzera    | Anja Weber Nadine Fähndrich              |
| 4    | Finlandia   | Kerttu Niskanen Jasmi Joensuu            |
| 5    | Italia      | Caterina Ganz Federica Cassol            |
| 6    | Germania    | Katharina Hennig Laura Gimmler           |
| 7    | Norvegia    | Lotta Udnes Weng Kristine Stavås Skistad |
| 8    | Rep. Ceca   | Kateřina Janatová Tereza Beranová        |
| 9    | Francia     | Mélissa Gal Léna Quintin                 |
| 10   | Canada      | Liliane Gagnon Alison Mackie             |

Data: 5 marzo

Semifinali:

Ore: 11:00 (UTC+1)

Finale:

Ore: 14:30 (UTC+1)

6 frazioni a tecnica classica

##### Staffetta
| Pos. | Nazione     | Atleti                                                                | Tempo     |
| ---- | ----------- | --------------------------------------------------------------------- | --------- |
| 1    | Svezia      | Emma Ribom Frida Karlsson Ebba Andersson Jonna Sundling               | 1:15:41,5 |
| 2    | Norvegia    | Heidi Weng Astrid Øyre Slind Therese Johaug Kristin Austgulen Fosnæs  | 1:15:42,2 |
| 3    | Germania    | Pia Fink Katharina Hennig Helen Hoffmann Victoria Carl                | 1:16:54,9 |
| 4    | Finlandia   | Johanna Matintalo Kerttu Niskanen Krista Pärmäkoski Jasmi Joensuu     | 1:16:55,4 |
| 5    | Svizzera    | Anja Weber Nadja Kälin Marina Kälin Nadine Fähndrich                  | 1:19:00,8 |
| 6    | Stati Uniti | Rosie Brennan Julia Kern Sophia Laukli Jessie Diggins                 | 1:19:02,6 |
| 7    | Italia      | Anna Comarella Caterina Ganz Maria Gismondi Martina Di Centa          | 1:19:28,4 |
| 8    | Rep. Ceca   | Kateřina Janatová Anna Marie Jaklová Barbora Havlíčková Anna Milerská | 1:21:26,4 |
| 9    | Canada      | Alison Mackie Katherine Stewart-Jones Liliane Gagnon Sonjaa Schmidt   | 1:21:49,2 |
| 10   | Giappone    | Chika Honda Masae Tsuchiya Chika Kobayashi Shiori Yokohama            | 1:22:54,6 |

Data: 7 marzo

Ore: 13:15 (UTC+1)

2 frazioni da 7,5 km a tecnica classica

2 frazioni da 7,5 km a tecnica libera

### Misto

#### Combinata nordica

##### Gara a squadre
| Pos. | Nazione     | Atleti                                                                     | Tempo   |
| ---- | ----------- | -------------------------------------------------------------------------- | ------- |
| 1    | Norvegia    | Jens Lurås Oftebro Gyda Westvold Hansen Ida Marie Hagen Jarl Magnus Riiber | 36:37,5 |
| 2    | Germania    | Julian Schmid Jenny Nowak Nathalie Armbruster Vinzenz Geiger               | 37:54,3 |
| 3    | Austria     | Stefan Rettenegger Claudia Purker Lisa Hirner Johannes Lamparter           | 38:32,6 |
| 4    | Giappone    | Akito Watabe Yūna Kasai Haruka Kasai Ryōta Yamamoto                        | 38:32,8 |
| 5    | Finlandia   | Eero Hirvonen Minja Korhonen Heta Hirvonen Ilkka Herola                    | 39:26,0 |
| 6    | Francia     | Gaël Blondeau Léna Brocard Marion Droz Vincent Laurent Muhlethaler         | 39:58,0 |
| 7    | Slovenia    | Vid Vrhovnik Ema Volavšek Tia Malovrh Gašper Brecl                         | 39:58,6 |
| 8    | Italia      | Aaron Kostner Daniela Dejori Veronica Gianmoena Alessandro Pittin          | 40:09,1 |
| 9    | Stati Uniti | Niklas Malacinski Alexa Brabec Annika Malacinski Ben Loomis                | 40:42,3 |
| 10   | Rep. Ceca   | Jan Vytrval Tereza Koldovská Jolana Hradilová Jiří Konvalinka              | 43:57,9 |

Data: 28 febbraio

Formula di gara: T NH/2x5 km+2x2,5 km

1ª manche:

Ore: 12:00 (UTC+1)

Trampolino: Granåsen HS102

2ª manche:

Ore: 16:05 (UTC+1)

Distanza: 2x5 km+2x2,5 km

#### Salto con gli sci

##### Gara a squadre
| Pos. | Nazione     | Atleti                                                                   | Punti  |
| ---- | ----------- | ------------------------------------------------------------------------ | ------ |
| 1    | Norvegia    | Anna Odine Strøm Marius Lindvik Eirin Maria Kvandal Johann André Forfang | 1020,4 |
| 2    | Slovenia    | Ema Klinec Domen Prevc Nika Prevc Anže Lanišek                           | 959,3  |
| 3    | Austria     | Eva Pinkelnig Stefan Kraft Jacqueline Seifriedsberger Jan Hörl           | 906,8  |
| 4    | Germania    | Katharina Althaus Philipp Raimund Selina Freitag Andreas Wellinger       | 899,0  |
| 5    | Giappone    | Yūki Itō Ren Nikaidō Sara Takanashi Ryōyū Kobayashi                      | 785,8  |
| 6    | Stati Uniti | Paige Jones Kevin Bickner Annika Belshaw Tate Frantz                     | 739,1  |
| 7    | Finlandia   | Julia Kykkänen Kasperi Valto Jenny Rautionaho Antti Aalto                | 656,0  |
| 8    | Polonia     | Pola Bełtowska Dawid Kubacki Anna Twardosz Aleksander Zniszczoł          | 636,9  |
| 9    | Francia     | Emma Chervet Enzo Milesi Joséphine Pagnier Valentin Foubert              | 283,3  |
| 9    | Italia      | Annika Sieff Francesco Cecon Lara Malsiner Alex Insam                    | 283,3  |

Data: 5 marzo

Ore: 16:00 (UTC+1)

Trampolino: Granåsen HS138

## Medagliere per nazioni
| Pos. | Nazione     | Oro | Argento | Bronzo | Totale |
| ---- | ----------- | --- | ------- | ------ | ------ |
| 1    | Norvegia    | 13  | 11      | 8      | 32     |
| 2    | Svezia      | 6   | 1       | 4      | 11     |
| 3    | Slovenia    | 4   | 1       | 0      | 5      |
| 4    | Germania    | 1   | 4       | 4      | 9      |
| 5    | Giappone    | 1   | 0       | 2      | 3      |
| 6    | Austria     | 0   | 4       | 4      | 8      |
| 7    | Svizzera    | 0   | 1       | 2      | 3      |
| 8    | Finlandia   | 0   | 1       | 1      | 2      |
| 9    | Italia      | 0   | 1       | 0      | 1      |
| 9    | Stati Uniti | 0   | 1       | 0      | 1      |